# Kloster Eußerthal
Das Kloster Eußerthal ist eine ehemalige Zisterzienserabtei in Eußerthal bei Annweiler am Trifels. Vom Kloster ist nur der vordere Teil der ehemaligen Klosterkirche erhalten und dient heute als örtliche katholische Kirche.

## Geschichte
Das Kloster wurde 1148 durch Ritter Stephan von Mörlheim gegründet und von Kloster Villers-Bettnach in Lothringen aus mit Zisterziensermönchen besiedelt (Filiation von Morimond). Aufgabe des Klosters war zunächst vor allem die Urbarmachung des Tales. 1186 wurde das Kloster durch Friedrich I. Barbarossa unter Reichsschutz gestellt und erhielt in der Folge reiche Schenkungen. Unter anderem gehörten ihm zahlreiche Weinlagen in der Südpfalz. Die Mönche wirkten auf Burg Trifels als Burgkaplan und bewachten die Reichskleinodien während deren Aufbewahrungszeit auf der Burg im 12. und 13. Jahrhundert. Danach nahm die Bedeutung des Klosters stark ab.
Um das Kloster herum entwickelte sich rasch eine Siedlung. Im 15. Jahrhundert wurde das Kloster mehrmals geplündert. Im Bauernkrieg 1525 wurde das Kloster geplündert und in Brand gesteckt, es wurde 1552 durch Abt Martin II. wieder aufgebaut. 1561 ließ Kurfürst Friedrich III. das Kloster infolge der Reformation aufheben. Das Dorf gehörte nun zur Kurpfalz. 1591 erhielt Eußerthal eine eigene Pfarrei. Im 17. und 18. Jahrhundert wurden mehrere Versuche unternommen, das Kloster wieder aufleben zu lassen, sie scheiterten jedoch. Zu Kloster Eußerthal gehörte ein Priorat in Mörlheim.
Auf eigenen Wunsch wurde der Speyerer Bischof Friedrich von Bolanden 1302 in der Klosterkirche Eußerthal bestattet. Das Grab ist dort nicht mehr kenntlich, die Inschrift jedoch überliefert.
1297–1306 amtierte Heinrich von Metz († 1336) hier als Abt; 1306–1309 hatte er das gleiche Amt im Eußerthaler Mutterkloster Weiler-Bettnach inne, 1310–1336 war er Fürstbischof von Trient. Spätestens ab 1309 wirkte er auch als Kanzler von König Heinrich VII.; beide verband ein inniges Freundschaftsverhältnis.
Die Klostergebäude und der Kreuzgang der Kirche sind verschwunden.